# مکس هس (ژیمناست)
مکس هس (انگلیسی: Max Hess; ۲۹ دسامبر ۱۸۷۷ – ۲۲ دسامبر ۱۹۶۹) ژیمناست هنری اهل ایالات متحده آمریکا بود.